# Andreas Scholl
Andreas Scholl est un contreténor allemand né le 10 novembre 1967 à Eltville (Allemagne) dans une famille de chanteurs.

## Biographie
Il intègre la maîtrise des Kiedricher Chorbuben à Kiedrich à l'âge de sept ans.
De 1987 à 1993, il étudie à la Schola Cantorum de Bâle où il est l'élève de Richard Levitt, puis de René Jacobs, et où, de nos jours, il enseigne.
En 1993, il donne son premier récital au théâtre Grévin, où il reçoit un accueil enthousiaste en remplaçant au pied levé René Jacobs.
En 1998, il fait ses débuts à l'opéra au festival de Glyndebourne, en interprétant le rôle de Bertarido dans Rodelinda de Haendel, sous la direction de William Christie. Il interprète à nouveau ce rôle à Glyndebourne en 1999 et 2002, puis au Metropolitan Opera en 2011.
En 2002 et 2005, il interprète le rôle-titre dans Giulio Cesare in Egitto de Haendel.
Sa voix le dirige naturellement vers la musique baroque. Il chante sous la direction de chefs célèbres comme René Jacobs, Philippe Herreweghe, William Christie,  John Eliot Gardiner...
Grand admirateur de Klaus Nomi, il lui a dédié sa version de l'Air du froid (What Power Art Thou?), parue en 2010 sur son CD O Solitude (Decca).
Il est marié depuis août 2012 à la pianiste israélienne Tamar Halperin (en).

## Discographie
Il a enregistré chez Decca et Harmonia Mundi
Quelques enregistrements majeurs :
- 1995 : German Baroque Songs (Harmonia Mundi)
- 1995 : Stabat Mater de Vivaldi (Harmonia Mundi)
- 1995 : Les Contre-ténors, avec Dominique Visse et Pascal Bertin (Harmonia Mundi)
- 1998 : Cantates baroques : Schütz, Buxtehude, Erlebach, J.C. Bach, Rovetta (Harmonia Mundi)
- 1999 :  La Passion selon saint Matthieu de Bach sous la direction de Philippe Herreweghe (Harmonia Mundi)
- 1999 : G.F. Haendel - Ombra mai fu (Harmonia Mundi)
- 1999 : Stabat Mater de Giovanni Battista Pergolesi sous la direction de Christophe Rousset en duo avec Barbara Bonney (Decca)
- 1999 : Haendel - Le Messie -  sous la direction de William Christie et les Arts Florissants (Harmonia Mundi)
- 2002 : La Passion selon Saint Jean de Bach dirigée par Philippe Herreweghe, avec le Collegium Vocale Gent (Harmonia Mundi)
- 2004 : Arcadia, avec des airs d'Alessandro Scarlatti, Francesco Gasparini, Benedetto Marcello... (Decca)
- 2006 : Best of Andreas Scholl avec des airs de Vivaldi, Gluck, Pergolèse, Haendel... (Decca)
- 2006 : Essential Baroque, avec des airs de Purcell, Bach, Pachelbel, Haendel, Corelli, Vivaldi...  (Decca)
- 2007 : Il duello amoroso de G.F. Haendel, avec Hélène Guilmette (soprano) et l'Accademia Byzantina, direction Ottavio Dantone (Harmonia Mundi)
- 2008 : Crystal Tears : concerto di viole, avec des airs de John Dowland et de ses contemporains, CD accompagné d'un DVD avec le making-of de l'album (Harmonia Mundi)
- 2010 : Stabat Mater, œuvre composé pour Andreas Scholl par Marco Rosano
- 2010 : O Solitude (Decca)
- 2012 : Bach - Cantatas (Decca)
- 2012 : Rodelinda, de Haendel, avec Renée Fleming, enregistré en 2011 au Metropolitan Opera de New-York, en blu-ray, chez Decca (sortie le 1er octobre 2012[1]
- 2015 : Arias for Senesino (Decca)

## Distinctions
- 1996 : Diapason d'Or de l’année et Gramophone Classical Music Award pour le Stabat Mater de Vivaldi.
- 1999 : Prix du Jeune Musicien de l'année de l'Union musicale de la presse belge
- 2002 : Prix Edison (de)
- 2006 : Chanteur de l'année 2006 aux Classic BRIT Awards pour Arias for Senesino